# Sabella subcylindrica
Sabella subcylindrica är en ringmaskart som beskrevs av Montagu 1803. Sabella subcylindrica ingår i släktet Sabella och familjen Sabellidae. Inga underarter finns listade i Catalogue of Life.